# 绵阳紫荆民族中学
绵阳紫荆民族中学，原名绵阳民族初级中学，又称“绵阳民族中学”。该校始建于1993年10月，1994年3月7日注册成立，为全寄宿制初级中学，主要面向阿坝州少数民族聚居区招生，原校址位于于绵阳市涪城区花园南街56号，2013年秋搬迁至绵阳市教育园区。
2008年汶川大地震中，该校的教学楼被震毁，由香港援建的教学综合楼于2009年6月20日开工，2010年3月通过验收并交付使用，为铭记香港同胞的人道义举，该校改称“绵阳紫荆民族中学”。2012年5月，仅使用2年的教学综合楼拆除，香港政府声称收回其援助的200万港币，引起了社会的广泛关注。

## 早期历史
1993年，绵阳市人民政府受四川省人民政府委托为支援阿坝藏羌自治州民族教育事业而创办的该校，直属于绵阳市教育体育局。曾先后被评为“绵阳市特级校风示范校”、“绵阳市示范初中”。

## 震后重建
绵阳紫荆民族中学教学综合楼项目总建筑面积2937.1平方米，总投资600万元人民币（含香港教育工作者聯會的165萬元人民幣及香港特區政府「支援四川地震災區重建工作信托基金」的200萬港幣）。2010年3月，底竣工验收并交付使用。2010年5月21日，举行新学校综合楼落成典礼，并镌刻“香港教育工作者联会汶川地震捐助绵阳紫荆民族中学教学综合楼项目碑记”以示纪念。此外，该校改名为“绵阳紫荆民族中学”，以铭记香港同胞的援助。2010年9月1日，香港特区教育局副局长陈维安出席绵阳紫荆民族中学开学典礼。2011年4月25日，香港汉华中学校友会访问绵阳紫荆民族中学
该校是教聯會為四川災區援建的5所紫荊學校之一，其他4所為：樂加鄉紫荊初級中學、上新鄉紫荊初級中學、 永豐鄉紫荊小學及興隆鎮紫荊小學。該校是5所學校中最先落成的。

## 迁建风波
由于绵阳紫荆民族中学在建校之初所规划的学校面积狭小，办学辅助设施不足，自开办以来一直与其邻近的绵阳师范学院西校区（四川省绵阳市涪城区花园南街58号）共用水、电、气、运动场、实验室、图书室、浴室等。震后重建的民族中学为原址重建，仍是借用这些教学和生活设施，2011年1月，绵阳师范学院西校区整体搬迁至磨家新校区，影响了民族中学的教学和生活。2011年10月17日，绵阳紫荆民族中学搬入租用的灵创科技电子学校办学。2011年11月20日，教联会再去绵阳调研时发现，绵阳师范学院已经搬走，紫荆民族中学断水断电。教联会妥协，同意学校搬迁。
2011年11月29日，绵阳方面与教联会代表沟通后签署备忘录 ，将民族中学迁至绵阳市科教创业园区，新校区占地65.5亩，总建筑面积15434平方米，其中教学楼8291平方米。总投资7000万元，除原民族中学土地及土地构筑物资产处置约3000万人民币(含港方援建400万港币)，其余资金由绵阳市政府投入。2012年2月底，新校区的建设正式动工修建。
2012年5月19日晚，绵阳万达广场项目工程对原教学楼实施了拆除。2012年5月24日，率团访问四川的香港特区政府政务司司长林瑞麟表示，绵阳当地政府未征得香港特区政府同意的情况下，就把学校拆掉，并不符合川港间援建项目的安排，港方援建学校的200万港元将收回并回拨到特区政府设立的四川重建基金。四川方面对此表示尊重港方意见。

## 办学规模
- 2010年，有建筑面积5146平方米，有6个教学班，在校学生284人，教职工31人[5]
- 2011年，共7个班[1]